# Ampedus tristis
Ampedus tristis is een keversoort uit de familie van de kniptorren (Elateridae). De wetenschappelijke naam is gepubliceerd in 1758 door Linnaeus in de tiende editie van Systema naturae.